# Кашель Майя Дмитрівна
Майя Дмитрівна Кашéль (10 січня 1930, Київ — 24 лютого 1987, Дніпропетровськ) — українська радянська письменниця, перекладач з в'єтнамської мови. Член Спілки письменників України (з 1972). Член Спілки письменників СРСР (з 1973).

## Біографія
Народилася 10 січня 1930 року в Києві. У 1947 році закінчила семирічку, більше ходити до школи не змогла через хворобу. У 1966 році здобула середню освіту, склавши іспити екстерном. У 1954 році закінчила Державні центральні чотирирічні курси навчання іноземних мов (англійське відділення).
З 1954 року епізодично працювала репетитором і перекладачем. З початком війни у В'єтнамі стала вивчати в'єтнамську мову та літературу. Згодом переклала українською мовою збірник оповідань в'єтнамських письменників, виданий у Ханої англійською мовою. З метою вдосконалення своїх знань в'єтнамської мови зверталася до інституту східних мов при Московському університеті з проханням надати їй допомогу в освоєнні в'єтнамської мови для зайняття художнім перекладом.
З 1 вересня 1966 року по червень 1972 року — до часу виходу першої книжки — опублікувала понад 300 творів в'єтнамською мовою.
У 1972 році вступила до Спілки письменників України.

## Автор перекладів
- «Мами немає вдома» (К., 1972),
- «Як лев собі друзів обирав» (1979),
- «Як жаба дощу домагалася» (1977),
- «Прийомна дочка тигра» (1983),
- «У джунглях Півдня» Доан Зоя (1976),
- «В'єтнамські прислів'я та приказки» в серії «Мудрість народна» (1977),
- Збірка новел Нам Као «Очі» в серії «Зарубіжна новела» (1975),
- Роман Аль Дина «Гора Хондат» (1976),
- «Оповідання письменників В'єтнаму» (1981),
- «В'єтнам бореться» (1972),
- «Слово з полум'я» (1972),
- поезії То Хіу (1978),
- поезія Нгуєн Дінь Тьеу та Лук Ван Тієна (1983),
- «Літопису рядки багряні» (1979).

## Нагороди та відзнаки
- Літературна премія імені Максима Рильського (1981).